# هانو (فیل)

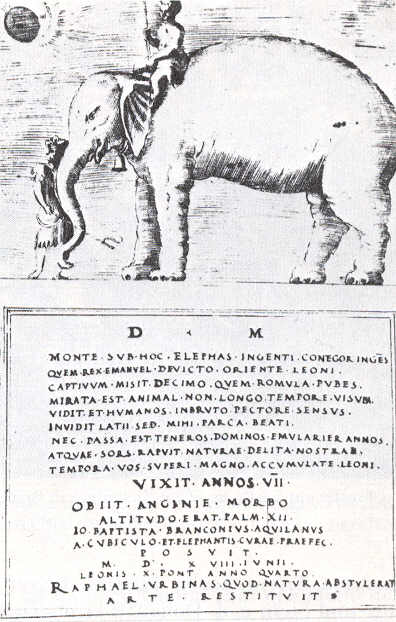
طرحِ یادمان، فرسکو و گورنوشته ی هانو.

هانو (حدود ۱۵۱۰–۸ ژوئیه ۱۵۱۶) فیلِ هندیِ سفیدی بود که بدستِ مانوئلِ اول به پاپ لئون دهم هدیه داده شد. هانو در سالِ ۱۵۱۴ توسط سفیر پرتغال به رُم آورده شد و بزودی به حیوانِ موردِ علاقهٔ پاپ تبدیل شد. او دو سال بعد به دلیل روشی که برای درمان یبوست او تجویز شد جانش را از دست داد.